# رالف مولر
رالف مولر (بالألمانية: Ralf Moeller) وهو ممثل ألماني أمريكي ومتسابق بناء أجسام و موسيقي سابقا ولد في يوم 12 يناير 1959 في مدينة رايكلنغوسن في ألمانيا مثل في فلم مجالد وفي فلم الملك العقرب، وهو من أم ألمانية ومن والد أمريكي ألماني الأصل، ويعتبرالممثل ارنولد شوارزينجر من أصدقائه المقربين.

## روابط خارجية
- رالف مولر على موقع IMDb (الإنجليزية)
- رالف مولر على موقع روتن توميتوز (الإنجليزية)
- رالف مولر على موقع مونزينجر (الألمانية)
- رالف مولر على موقع ألو سيني (الفرنسية)
- رالف مولر على موقع أول موفي (الإنجليزية)
- رالف مولر على موقع قاعدة بيانات الأفلام السويدية (السويدية)
- رالف مولر على موقع ديسكوغز (الإنجليزية)
- رالف مولر على موقع قاعدة بيانات الفيلم (الإنجليزية)
- رالف مولر على موقع كينوبويسك (الروسية)